# Gesamtkoreanische Mannschaft

Flagge für die gesamtkoreanischen Mannschaften

Als gesamtkoreanische Mannschaft bezeichnet man Mannschaften bei internationalen Sportereignissen, die aus nord- und südkoreanischen Athleten gebildet werden. Als Symbole der gesamtkoreanischen Mannschaft dienen eine weiße Flagge mit der blauen Silhouette der koreanischen Halbinsel (als Symbol eines vereinten Nord- und Südkoreas) und das beliebte koreanische Volkslied Arirang als Hymne.

## Teilnahmen

### Junioren-Fußballweltmeisterschaft 1991
Südkorea und Nordkorea wären nach dem ersten und zweiten Platz bei der U-19-Fußball-Asienmeisterschaft 1990 beide für die Junioren-Fußballweltmeisterschaft 1991 in Portugal qualifiziert gewesen, aber die beiden koreanische Fußballverbände einigten sich zum ersten Mal nach der Teilung Koreas auf eine gesamtkoreanische Fußballmannschaft. Die Mannschaft bestand aus 10 Spielern aus Süd- und 8 Spielern aus Nordkorea. Korea überstand die Vorrunde gegen Argentinien, Irland und den amtierenden Weltmeister und Gastgeber Portugal, aber verlor im Viertelfinale 1:5 gegen Brasilien und schied aus. Danach löste sich die gesamtkoreanische U-20-Fußballmannschaft wieder auf.

### Tischtennisweltmeisterschaft 1991
Im Februar 1991 einigten sich Nord- und Südkorea zum zweiten Mal auf eine gesamtkoreanische Mannschaft für die Tischtennisweltmeisterschaft 1991 in Chiba, Japan. Der Sieg bei der WM gegen das „unbesiegbare“ Damenteam aus China war eine große Sensation in Korea.

#### Medaillen
Gold
| Name                                               | Verband            | Wettkampf         |
| -------------------------------------------------- | ------------------ | ----------------- |
| Hong Cha-ok, Hyun Jung-hwa, Li Bun-hui, Yu Sun-bok | KOR, KOR, PRK, PRK | Frauen-Mannschaft |

 Silber
| Name       | Verband | Wettkampf     |
| ---------- | ------- | ------------- |
| Li Bun-hui | PRK     | Frauen-Einzel |

 Bronze
| Name                     | Verband | Wettkampf     |
| ------------------------ | ------- | ------------- |
| Kim Taek-soo             | KOR     | Männer-Einzel |
| Li Bun-hui, Song Hui Kim | PRK     | Mixed-Doppel  |

### Olympische Sommerspiele 2008
2007 gab es den Versuch, eine gesamtkoreanische Mannschaft aus nord- und südkoreanische Athleten für die Olympischen Sommerspiele in Peking 2008 zu bilden, was jedoch scheiterte.

### Olympische Winterspiele 2018
Das erste Mal seit 1991 vereinbarten Südkorea und Nordkorea, im Damen-Eishockey ein gesamtkoreanisches Team für die Olympischen Winterspiele 2018 zu bilden. Das Team ging als Korea (IOC-Code: COR) an den Start.

### Tischtennisweltmeisterschaft 2018
Nach der am 27. April 2018 in Panmunjom unterzeichneten Friedenserklärung gaben das süd- und das nordkoreanische Frauenteam bei der Tischtennisweltmeisterschaft in Halmstad, Schweden, bekannt, im Viertelfinale nicht gegeneinander anzutreten und stattdessen als gemeinsame Mannschaft im Halbfinale zu spielen. Dort unterlag das Team Japan mit 0:3.

### Handball-Weltmeisterschaft 2019
Bei der Handball-Weltmeisterschaft der Männer 2019 wurde das südkoreanische Nationalteam, das sich als Dritter der Asienmeisterschaft qualifiziert hatte, durch vier Spieler der nordkoreanischen Mannschaft verstärkt und erreichte den 22. von 24 Plätzen.

## Gemeinsamer Einmarsch
Bei den folgenden internationalen Sportereignissen marschierten die Mannschaften aus der Republik Korea und der DVR Korea gemeinsam bei der Eröffnungsfeier in das Stadion ein:
- Olympische Sommerspiele 2000 in Sydney, Australien
- Asienspiele 2002 in Busan, Republik Korea
- Winter-Asienspiele 2003 in Aomori, Japan
- Olympische Sommerspiele 2004 in Athen, Griechenland
- Ostasienspiele 2005 in Macau, Volksrepublik China (Sonderverwaltungszone)
- Olympische Winterspiele 2006 in Turin, Italien
- Asienspiele 2006 in Doha, Katar
- Winter-Asienspiele 2007 in Changchun, Volksrepublik China
- Olympische Winterspiele 2018 in Pyeongchang, Republik Korea

Der gemeinsame Einmarsch bedeutet aber nicht eine gemeinsame Teilnahme der beiden koreanischen Mannschaften an den Spielen.